# Джордж Мейсон Пэтриотс (баскетбол)
Джордж Мейсон Пэтриотс (англ. George Mason Patriots) — студенческая баскетбольная команда, представляющая Университет Джорджа Мейсона в первом баскетбольном мужском дивизионе NCAA. Располагается в Фэрфаксе (штат Виргиния). В настоящее время (с 2013 года) команда выступает в конференции Atlantic 10.
Команда начала участвовать в студенческих соревнованиях в 1966 году. В 1985 году присоединилась к Колониальной спортивной ассоциации (CAA). В сезоне 1988/89 игроки «Джордж Мейсон» впервые стали победителями турнира конференции и впервые вышли в Мартовское безумие, где проиграли в первом раунде «Индиана Хузерс». Всего «Пэтриотс» 5 раз становились чемпионами конференции (4 в CAA и один в Atlantic 10); последний раз в 2025 году. В 2006 году, завоевав своё третье чемпионство, команда дошла до Финала четырёх, где уступила «Флорида Гейторс».

## Достижения
- Четвертьфиналист NCAA: 2006
- Участие в NCAA: 1989, 1999, 2001, 2006, 2008, 2011
- Победители турнира конференции: 1989, 1999, 2001, 2008 (CAA[англ.])
- Победители регулярного чемпионата конференции: 1999, 2000, 2006, 2011 (CAA[англ.]), 2025 (Atlantic 10)